# Lijst van beschermd erfgoed in de gemeente Beaufort
In deze lijst van beschermd erfgoed in de gemeente Beaufort zijn alle geclassificeerde nationale monumenten van de Luxemburgse gemeente Beaufort opgenomen.

## Monumenten per plaats

### Beaufort(Beefort)
| Object                                                    | Bouwjaar/architect | Locatie             | Datum beschermd?       | Coördinaten | Afbeelding |
| --------------------------------------------------------- | ------------------ | ------------------- | ---------------------- | ----------- | ---------- |
| Kapel 'Klaischen'                                         | 1636               | route de Bettendorf | 31 juli 1968 (MN)      |             |            |
| Oude en nieuwe kasteel van Beaufort en terrein daaromheen |                    |                     | 16 september 1988 (IS) |             |            |
| Kapel (Donatus) en terrein daaromheen                     | 1652               |                     | 16 september 1988 (MN) |             |            |
| Huis                                                      | 1652               | 3, rue du Bois      | 13 maart 2009 (MN)     |             |            |

### Hallerbach (Halerbaach)
| Object            | Bouwjaar/architect | Locatie                      | Datum beschermd?   | Coördinaten | Afbeelding |
| ----------------- | ------------------ | ---------------------------- | ------------------ | ----------- | ---------- |
| Vallei met rotsen |                    | weg van Beaufort naar Haller | 26 maart 1938 (MN) |             |            |

## Bron
- Liste des immeubles et objets classés monuments nationaux ou inscrits à l'inventaire supplémentaire